# Descarrilamento de Piquet Carneiro
O Descarrilamento de Piquet Carneiro foi um grave acidente ferroviário ocorrido em 17 de dezembro de 1951, na cidade de Piquet Carneiro, no interior do Ceará. O desastre deixou um saldo de 53 mortos (algumas fontes mencionam 100 mortos) e centenas de feridos, sendo a maior tragédia ferroviária da história do Ceará.

## O trem

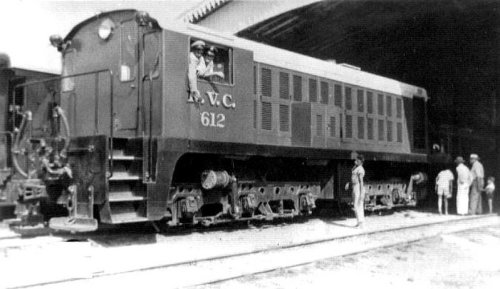
Locomotiva Baldwin-Whitcomb 66T nº 612, envolvida no acidente.

O trem envolvido no descarrilamento era formado por uma locomotiva diesel-elétrica Baldwin-Whitcomb 66T, nº 612 e carros de passageiros de madeira. A locomotiva, com truques ferroviários do tipo C-C (truques com 3 eixos com motores de tração), foi fabricada nos EUA pela empresa  Whitcomb Locomotive Works, subsidiária da Baldwin Locomotive Works e fazia parte de um lote de trinta locomotivas fornecidas ao Brasil. O governo brasileiro repassou quinze das máquinas adquiridas para a empresa estatal Rede de Viação Cearense.  
Numeradas como 600 a 614, as locomotivas Whitcomb C-C entraram em circulação em 1950, sendo as primeiras máquinas diesel da Rede de Viação Cearense.
A chegada das novas locomotivas era parte de um grande plano de modernização que incluiu a aquisição de carros de passageiros, vagões  e permitiu a empresa implantar trens rápidos entre Fortaleza e Crato.

## O acidente
Na madrugada de 17 de dezembro de 1951 partiu de Crato o trem PR2 com destino a Fortaleza. Comandado pela locomotiva diesel Baldwin-Whitcomb 66T nº 612, o trem rápido com nove carros de passageiros partiu de Iguatu por volta das 5 horas quando ocorreu um primeiro descarrilamento do primeiro truque da locomotiva 612 no quilômetro 374 em Acopiara.  Apesar de ter percorrido centro e cinquenta metros descarrilado, o truque não sofreu danos severos e pôde ser reencarrilado. Assim a viagem foi retomada com certo atraso.
Cinquenta e dois quilômetros depois, no município de Piquet Carneiro, seis carros da composição descarrilaram às 6h10. O descarrilamento provocou o tombamento e engavetamento telescópico de seis vagões de passageiros, esmagando dezenas de passageiros. A locomotiva 612 e os carros 76, 416 e 312 permaneceram nos trilhos.
O acidente causou a morte imediata, entre as ferragens, de trinta e seis passageiros. Para livrar os sobreviventes dos destroços, médicos e populares tiveram que realizar amputações usando serrotes. Como a cidade de Piquet Carneiro não tinha de hospital ou serviço médico adequado (haviam apenas dois médicos em Piquet Carneiro), centenas de feridos foram transportados em outro trem para Fortaleza. O lento resgate causou a morte de mais dezenas de passageiros.
Em meio ao desastre e a resposta lenta das autoridades, criminosos passaram a saquear as bagagens e os cadáveres ainda presos aos destroços retorcidos.  O destacamento da Polícia Militar em Piquet Carneiro, composto por um delegado, uma viatura e dois soldados, nada pôde fazer. Três dias após o desastre, o número de mortos era de cinquenta e seis e o presidente Vargas foi informado oficialmente sobre o desastre.
Acusado por alguns passageiros por excesso de velocidade, o maquinista João Cruz foi defendido pelos seus colegas e pelo diretor da Rede de Viação Cearense. Cruz era apelidado pelos seus colegas de "Meia-Noite", por ser cauteloso e acumular atrasos em suas viagens. Em depoimento prestado para a imprensa na época, Cruz afirmou que o desastre teria sido causado pelo acionamento indevido do freio de emergência por um passageiro. Naquela viagem do PR-2, o freio teria sido acionado duas vezes, segundo Cruz, uma primeira vez entre os distritos de Luna e Ibicuã (Miguel Calmon) e a segunda vez em Piquet Carneiro (local do acidente).
Alguns dias depois circulou em Fortaleza a informação que as autoridades e a direção da Rede de Viação Cearense recusaram auxílio do Aeroclube do Ceará que se dispôs a transportar medicamentos e feridos entre o local do acidente e a capital.

## Consequências
Apesar do reparo dos trilhos, alguns dias depois, em 21 de dezembro, ocorreu um segundo descarrilamento no mesmo local. A Rede de Viação Cearense anunciou em 21 de dezembro que apenas os passageiros de primeira classe e ou seus parentes seriam indenizados por conta de suas passagens terem um seguro feito pela empresa enquanto que os passageiros de segunda classe não estavam contemplados pelo seguro por decisão da ferrovia.
A má conservação da ferrovia ocasionou outro acidente na mesma região dezenove anos depois. Em 13 de dezembro de 1971, um trem de passageiros da Rede Ferroviária Federal S.A. (RFFSA) descarrilou no quilômetro 319 em Piquet Carneiro, deixando um morto e treze feridos. O acidente ocorreu cerca de três quilômetros do acidente de 1951.
Algum tempo depois foi erguido em Piquet Carneiro um Cruzeiro em lembrança aos mortos do acidente.